# آداب الطعام

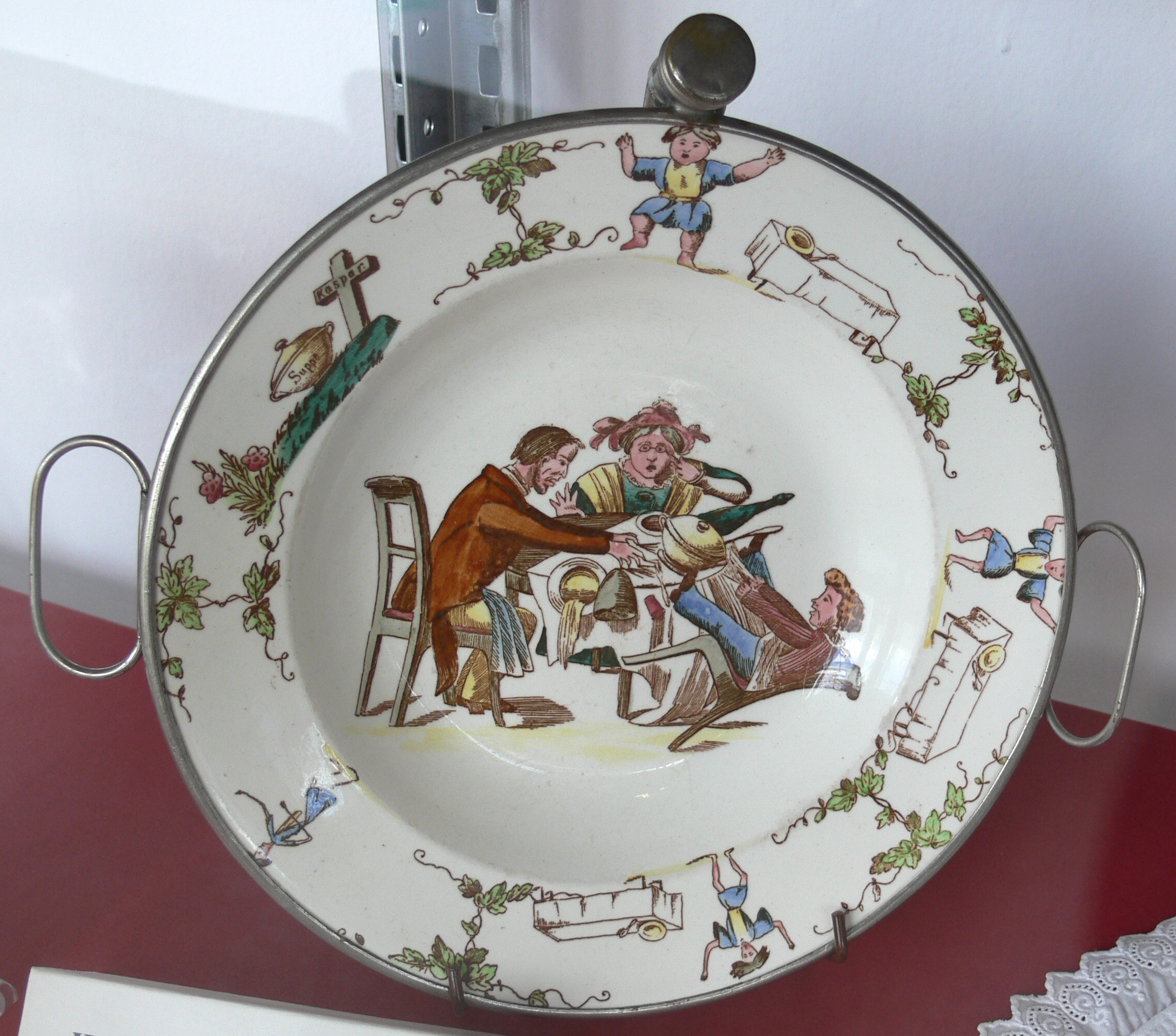
طبق من الألمنيوم يوضح أهمية آداب الطعام

آداب المائدة هي قواعد الآداب المستخدمة في أثناء تناول الطعام، وتشمل أيضًا استخدام الأواني. تراعي الثقافات المختلفة قواعد مختلفة لآداب المائدة. تضع كل عائلة أو مجموعة معاييرها الخاصة بشأن مدى دقة اتباع هذه القواعد.

## أوروبا الغربية
تقليديًا في أوروبا الغربية، يأخذ المضيف أو المضيفة اللقمة الأولى إذا لم يشر له أو لها بخلاف  يبدأ المضيف بعد تقديم جميع الأطعمة لتلك الدورة، ويجلس الجميع. في المنازل الدينية، ربما تبدأ الوجبة العائلية بقول نعمة، أو في حفلات العشاء، قد يبدأ الضيوف الوجبة من طريق تقديم بعض التعليقات الإيجابية على الطعام والشكر للمضيف. في حالة تناول الطعام الجماعي، من غير اللائق البدء بتناول الطعام قبل أن يجر تقديم طعام كل المجموعة، ويكونوا على استعداد للبدء.
توضع المناديل على الحضن، ولا يجر ثنيها أو طيها في الملابس. لا ينبغي استخدامها لأي غرض آخر غير مسح فمك ويجب وضعها مكشوفة على مقعد الكرسي إذا احتجت إلى ترك الطاولة في أثناء الوجبة أو وضعها مكشوفة على الطاولة عند انتهاء الوجبة.
تُمسك الشوكة باليد اليسرى والسكين باليد اليمنى. يجري تثبيت الشوكة عمومًا مع الأسنان إلى أسفل،  تُستخدم السكين لتقطيع الطعام أو المساعدة في توجيه الطعام إلى الشوكة. في حالة عدم استخدام السكين، يمكن مسك الشوكة مع رفع الأسنان. مع أسنان الشوكة لأعلى، تتوازن الشوكة على جانب السبابة، مثبتة في مكانها بإصبع الإبهام والسبابة. لا ينبغي بأية حال من الأحوال حمل الشوكة مثل المجرفة، مع لف جميع الأصابع حول القاعدة. يجب رفع جرعة أو لقمة واحدة من الطعام على الشوكة، ويجب ألا تمضغ أو تقضم من الشوكة. يجب إمساك السكين بالقاعدة في راحة اليد، وليس كالقلم مع وضع القاعدة بين الإبهام والسبابة. يجب ألا تدخل السكين الفم أبدًا أو أن تلعق، عند تناول الحساء، تُمسك الملعقة في اليد اليمنى ويميل الوعاء بعيدًا عن العشاء، ويغرف الحساء بحركات خارجية لا ينبغي أبدًا وضع ملعقة الحساء في الفم، ويجب رش الحساء من جانب الملعقة وليس من نهايتها، يجب دائمًا مضغ الطعام والفم مغلق، إذ يظهر عدم الثقة في قدرة الطباخ على تحضير الوجبة.
تُقطع الزبدة، ولا تُكشط، من طبق الزبدة باستخدام سكين الزبدة أو سكين الطبق الجانبي، وتوضع في طبق جانبي، ولا تدهن مباشرة على الخبز. هذا يمنع الزبدة في الطبق من جمع فتات الخبز في أثناء مرورها.  يجب تمزيق لفائف الخبز باليد إلى قطع بحجم الفم ودهنها بالزبدة كل على حدة، من الزبدة الموضوعة على الصحن الجانبي، باستخدام سكين. لا ينبغي استخدام الخبز لتغميسه في الحساء أو الصلصات. كما هو الحال مع الزبدة، يجب تقطيع الجبن ووضعه في طبقك قبل تناوله.
من المقبول سكب الشراب عند تناول الطعام مع الآخرين، ولكن من الأفضل تقديم المشروبات للأشخاص الجالسين على كلا الجانبين. لا ينبغي قلب زجاجات النبيذ في دلو ثلج عندما تكون فارغة.
من غير اللائق الوصول إلى طبق شخص ما لالتقاط طعام أو أشياء أخرى.  يجب أن يطلب دائمًا تمرير العناصر على طول الطاولة إليهم. على المنوال نفسه، يجب على رواد المطعم الذين لا يستخدمون العنصر بأنفسهم أن يمرروا هذه العناصر مباشرة إلى الشخص الذي طلبها، أو إلى شخص آخر يمكنه نقلها إلى الشخص الذي طلبها. كما أنه من الوقاحة تناول الطعام أو تناول الطعام بصخب أو إحداث ضوضاء باستخدام أدوات المائدة.
يجب أن يظل المرفقان بعيدين عن الطاولة.